# リンベ
リンベ（Limbe）は、カメルーンの都市。南西州に属する。ギニア湾に面する港湾都市である。人口84,500人。1858年に建設され、1982年まではヴィクトリア（Victoria）という名だった。

## 歴史
リンベはアンバス湾にあり、イギリスの宣教師アルフレッド・セーカーにより解放奴隷の黒人達の入植地として1858年に「ヴィクトリア」と名付けられ建設された。1884年にイギリス保護領アンバス湾が設立されると、イギリス保護領アンバス湾の中心地となった。当初はドイツ領カメルーンには属しておらず、イギリス領の飛び地となっていた。1886年5月7日、イギリスとドイツはリンベとナイジェリアのフォルカドス川流域や南アフリカのセントルシアと交換する条約を結び、1887年5月28日にリンベはドイツ領となった。ドイツ施政下で、近郊のブエアの外港としてリンベは発展した。第一次世界大戦によって、リンベは再びイギリス領となった。

## 言語
リンベの属する南西州の公用語は英語であるが、フランス語圏の大都市ドゥアラの影響下にあるため、フランス語も通じる。

## 経済
リンベはカメルーンの石油産業の中心地であり、沖合いの海底油田で産出された石油の製油所がある。また、カメルーン開発公社の本社もリンベに存在し、近郊のプランテーションの経営を行っている。リンベはドゥアラ、クリビ、ガルア（ベヌエ川の河港）と並ぶカメルーン4大港のひとつである。